# Киркленд, Джеймс
Джеймс Киркланд (англ. James Kirkland; 19 марта 1984) — американский боксёр-профессионал, выступающий в 1-й средней весовой категории.

## 2001—2007
Дебютировал в августе 2001 года.

## 2008-05-17Джеймс Киркленд —Эромосоле Алберт
- Место проведения:  Баффало Биллс Хотел, Примм, Невада, США
- Результат: Победа Киркленда техническим нокаутом в 1-м раунде в 10-раундовом бою
- Статус:  Рейтинговый бой
- Рефери: Джо Кортес
- Время: 1:06
- Вес: Киркленд 69,90 кг; Алберт 69,20 кг
- Трансляция: HBO BAD

В мае 2008 года Киркленд встретился с нигерийцем Эромосоле Албертом. В начале 1-го раунде Киркленд провёл серию в голову, а затем добавил туда же левый кросс. Нигериец упал на канвас. Он поднялся на счёт 6, но слегка пошатывался. Рефери Джо Кортес позволил ему продолжить бой. Киркленд сразу же бросился добивать его. Он пробил левый кросс в голову. Нигериец вновь упал. Рефери прекратил бой, не открывая счёта. Алберт поднялся, но находился в прострации.
Джеймс Киркленд-Альфредо Ангуло